# سرطان كماني فيكتوري
سرطان كماني فيكتوري (الاسم العلمي: Uca victoriana) هو نوع من الحيوانات يتبع جنس السرطان الكماني من فصيلة السرطانات الشبحية.